# Liste der Naturdenkmale in Kleinfischlingen
Die Liste der Naturdenkmale in Kleinfischlingen nennt die im Gemeindegebiet von Kleinfischlingen ausgewiesenen Naturdenkmale (Stand 23. Mai 2024).

## Ehemalige Naturdenkmale
| Nr. | Bezeichnung  | Lage                                      | Beschreibung                                   | Bild                                    |
| --- | ------------ | ----------------------------------------- | ---------------------------------------------- | --------------------------------------- |
|     | Drei Quellen | südlich des Ortes; Flur In der Gabel Lage | drei Naturquellen; Rechtsverordnung aufgehoben | Direkt Bild zu diesem Denkmal hochladen |